# Madrid–Valencia de Alcántara-vasútvonal
A Madrid–Valencia de Alcántara-vasútvonal egy 420 km hosszúságú, 1668 mm-es nyomtávolságú, részben kétvágányú (csak Madrid és Humanes között) vasútvonal Spanyolországban Madrid és Valencia de Alcántara között.  Vonalszáma az 500-as.

## Üzemeltetők
- MCP (1880-1894)
- MCP-Oeste (1894-1928)
- Oeste (1928-1941)
- RENFE (1941-2004)
- Adif (2004-napjainkig)

## Története
A vasútvonal 1880-ban nyílt meg, majd az évek során több tulajdonosváltáson is átesett.
1941-ben, a spanyolországi vasútvonalak államosításával a vonal a Renfe kezébe került. 2004. december 31-től a Renfe Operadora üzemelteti a vonalat, míg az ADIF a vasúti infrastruktúra tulajdonosa.